# 丁盛荣
丁盛荣（法語：：1816年2月24日—1887年11月7日），是天主教法國籍主教及巴黎外方傳教會會士。曾任清朝西藏宗座代牧區宗座代牧（1864年9月9日-1877年12月21日）。

## 生平
1816年2月24日，丁盛榮出生在法国盧瓦爾河地區大區旺代省呂松。1838年9月22日晉升司鐸，1843年加入巴黎外方傳教會。1844年，丁盛榮派遣前往中國傳教。
1849年7月6日，丁盛榮被時任教宗庇護九世任命為雲南代牧區輔理主教。翌年9月祝聖就任。1864年9月9日，譋任成為西藏宗座代牧區宗座代牧。
1877年12月21日，丁盛榮在清朝中國西藏打箭鑪直隸廳（即今康定）去世，享年61歲。1878年8月27日，由畢天榮繼任成為西藏宗座代牧區宗座代牧，同年11月24日祝聖就任。